# Stadtsparkasse Augsburg
Die Stadtsparkasse Augsburg ist ein öffentlich-rechtliches Kreditinstitut mit Sitz in Augsburg in Bayern. Ihr Geschäftsgebiet umfasst die Stadt Augsburg sowie den südlichen Teil des Landkreises Aichach-Friedberg (in etwa dem Altlandkreis Friedberg entsprechend), außerdem gemäß Satzung den Landkreis Augsburg. Träger der Sparkasse ist der Zweckverband Stadtsparkasse Augsburg-Friedberg, dem die Städte Augsburg und Friedberg angehören. Die Stadtsparkasse Augsburg wurde 1822 ins Leben gerufen. Sie ist nach der 1821 gegründeten Nürnberger Sparkasse die zweitälteste bayerische Sparkassengründung.

## Organisationsstruktur
Die Stadtsparkasse Augsburg ist eine Anstalt des öffentlichen Rechts. Am Träger (Zweckverband) ist die Stadt Augsburg zu 80 % und die Stadt Friedberg zu 20 % beteiligt. Rechtsgrundlagen sind das Sparkassengesetz, die bayerische Sparkassenordnung und die durch den Träger der Sparkasse erlassene Satzung. Organe der Sparkasse sind der Vorstand und der Verwaltungsrat.
Die Vorstandsvorsitzende Sandra Peetz-Rauch ist zuständig für die Bereiche Finanzen & Controlling, Revision, Organisation, Nachhaltigkeit, Personal, Recht sowie Unternehmenskommunikation & Vorstandsstab. Cornelia Kollmer ist verantwortlich für die Beratungscenter, den Bereich „Sparkasse.direkt“ sowie für die Themen Kreditproduktion, Immobiliengutachter und Vertriebssteuerung. Die Bereiche Unternehmenskunden, Mittelstandskunden, Vermögenskunden, Spezialvertrieb und Beauftragtenwesen fallen in das Ressort von Wolfgang Tinzmann.
Die Immobilienvermittlung wird über die Sparkassen-Immobilienvermittlungs-Gesellschaft betrieben. Baufinanzierungen betreut die Baufinanzierungsabteilung vom Finanzierungskonzept bis zur letzten Rate.

## Geschäftsausrichtung und Geschäftserfolg
Die Stadtsparkasse Augsburg betreibt als Sparkasse das Universalbankgeschäft. Sie ist Marktführer in ihrem Geschäftsgebiet mit über 50 % Marktanteil bei Privat- und Firmenkunden. Sie ist die siebtgrößte Sparkasse im Freistaat Bayern und die zweitgrößte im bayerischen Regierungsbezirk Schwaben.
Die Stadtsparkasse Augsburg wies im Geschäftsjahr 2023 eine Bilanzsumme von 8,149 Mrd. Euro aus und verfügte über Kundeneinlagen von 6,719 Mrd. Euro. Gemäß der Sparkassenrangliste 2023 liegt sie nach Bilanzsumme auf Rang 39. Sie unterhält 43 Filialen/Selbstbedienungsstandorte und beschäftigt 1.028 Mitarbeiter.
Im Jahr 2010 wurde die Sparkasse mit dem Zertifikat zum audit berufundfamilie ausgezeichnet, das die Bundesministerin für Familie, Senioren, Frauen und Jugend, Kristina Schröder, dem Vorstandsvorsitzenden Rolf Settelmeier übergab. Es dokumentiert erfolgreiche Anstrengungen des Unternehmens bei der Vereinbarkeit von Familie und Beruf. Der Urkunde liegt eine Überprüfung entsprechender Kriterien durch die berufundfamilie gGmbH, einer Einrichtung der Hertie-Stiftung, zugrunde.

## Engagement für das Gemeinwohl

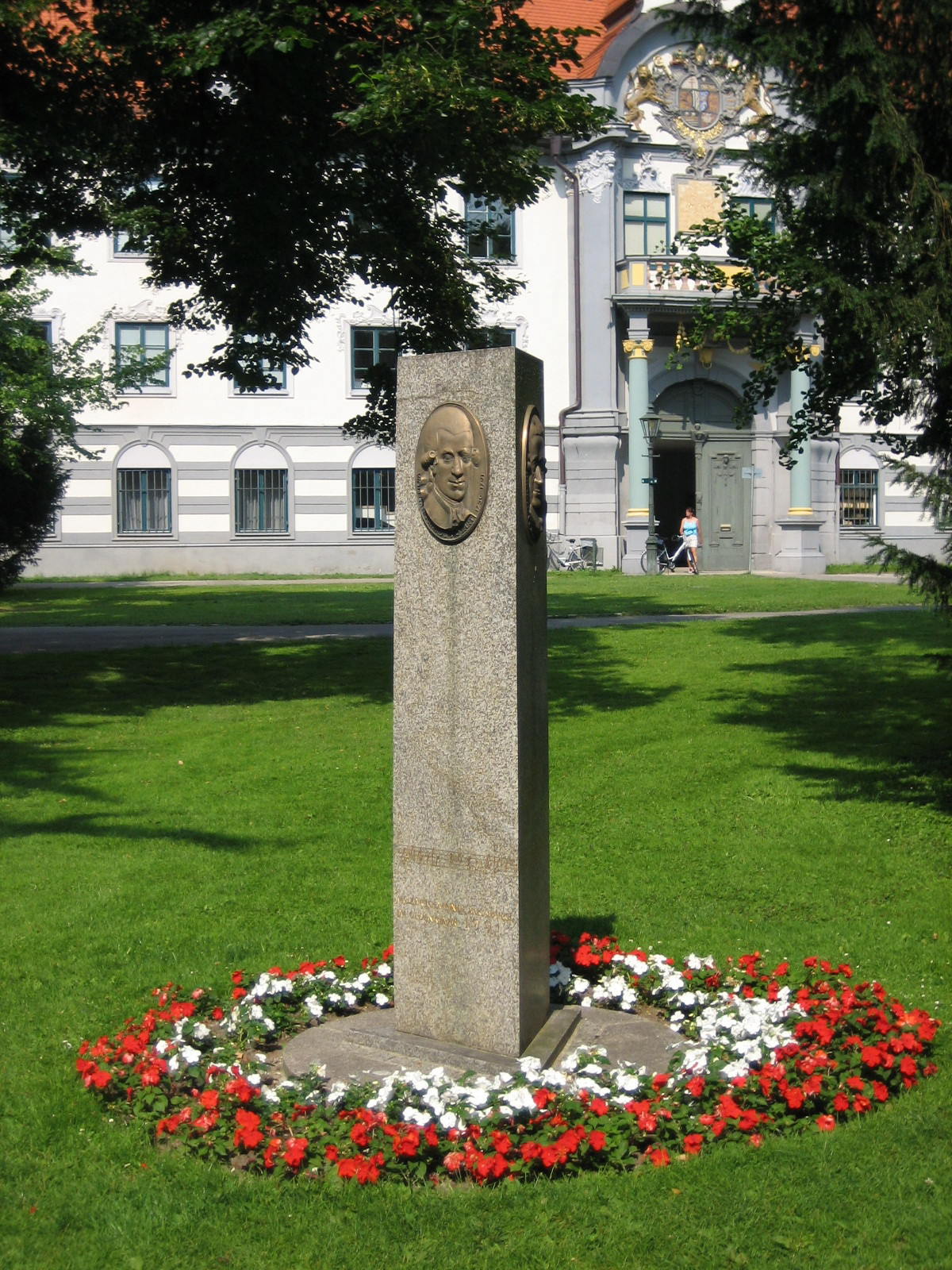
Mitsponsor Sparkasse: Mozartstele

Die „Augsburger Sparkassen-Altenhilfe“ ist eine aus Anlass des 150-jährigen Sparkassenbestehens gegründete Stiftung, die als Träger für ein renommiertes Seniorenheim fungiert. Das „Sparkassen-Planetarium der Stadt Augsburg“ kümmert sich um eine breite Wissensvermittlung über das Universum. Die Kinder- und Jugendstiftung „Aufwind“ ist durch eigene Aktivitäten und durch Unterstützungen anderer Einrichtungen gemeinnützig tätig. Die Mozartstiftung fördert im kulturellen Bereich Veranstaltungen in der deutschen Mozartstadt Augsburg.
In der HAUS DER STIFTER – Stiftergemeinschaft der Stadtsparkasse Augsburg können sich Bürgerinnen und Bürger seit 2012 als Stifter gemeinnützig engagieren.

## Geschichte

### 19. Jahrhundert
Die Initiative zum Entstehen der Sparkasse ging von Johann Lorenz Freiherr von Schaezler, einem königlichen Finanzrat und Bankier in Augsburg, aus. In einem Schreiben vom 8. April 1821 schlug er dem Magistrat der Fuggerstadt vor, eine „Ersparnißkasse“ zu gründen. Motiv Schaezlers war sein Eindruck, mangelnde Vorsorge für die Zukunft, in der Jugend und auch in Wohlstandszeiten trage zur Verarmung von Teilen der Bevölkerung bei. Mit der „Ersparnißkasse“ sollten besonders Tagelöhner, Dienstboten, Handwerksgesellen und angehende Handwerker ihr Geld sicher für spätere Notzeiten anlegen können. Der Bankier orientierte sich bei seinem Vorschlag vornehmlich am ihm bekannten Regulativ der Dresdner Sparkasse vom 23. Dezember 1820. Der Augsburger Magistrat griff die Idee Schaezlers auf und die königliche Regierung in Bayern genehmigte den Magistratsantrag am 31. Dezember 1821.
Am 2. Februar 1822 nahm die von einem Verein, dem die maßgeblichen Augsburger Bankhäuser als Bürgen angehörten, getragene „Augsburgische Ersparnißkasse mit Verzinsung“ ihren Geschäftsbetrieb auf. Mit Sparplänen, die zu 5 % jährlich (im Gegensatz zu den üblichen 4 %) verzinst wurden, wurde Einlegern das Vorsorgesparen schmackhaft gemacht. Einlagen durften nur Augsburger Bürger tätigen, da der örtliche Fürsorgegedanke vorrangig war. Die hereinfließenden Kapitalien wurden in 5 %igen staatlichen Schuldscheinen angelegt.
Die königliche Staatsschuldentilgungskommission entschloss sich jedoch am 1. Mai 1829, künftig nur mehr 4 % Zinsen zu zahlen. Damit entstand ein Defizit zu den vertraglich zugesicherten Einlagenzinsen, das der Verein zu tragen nicht gewillt war. Am 22. Oktober 1830 wurde nunmehr von der königlichen Regierung genehmigt, dass der Augsburger Magistrat die Sparkasse als Teil der Verwaltung übernehmen durfte. Am 20. Januar 1831 wurden die Vermögenswerte der Sparkasse von 525.919 Gulden bei Einlagen von 510.106 Gulden von der Kommunalverwaltung übernommen.
Ab dem 1. Oktober 1843 waren Anlagen bei der Staatsschuldentilgungskommission in Bayern allen Sparkassen gänzlich verwehrt. Die Gelder wurden nun alternativ in 3 ½ %igen bayerischen Staatspapieren sicher angelegt und der Einlagenzins in den Statuten der Sparkasse vom 13. April 1844 entsprechend reduziert.
Das bayerische Sparkassengesetz vom 4. Juni 1848 schrieb schließlich vor
- die Lösung von Einlagen der Sparkassen bei der Staatsschuldentilgungskasse
- einen Zinssatz von nunmehr 4 % jährlich für dort noch bestehende Sparkasseneinlagen
- die Tilgung dieser Staatsschulden mit 1 Million Gulden jährlich
- eine Bevorzugung minderbemittelter Einleger, Dienstboten, Taglöhner, Handwerksgesellen, Fabrikarbeiter und Militärpersonen bis zum Range des ersten Unteroffiziers bei der Rückzahlung ihrer Spareinlagen.

Am Ende der 1840er Jahre gestaltete sich die Lage der Sparkasse schwierig. 1846/47 waren Hungerjahre, verbunden mit einer Teuerungswelle für Waren des täglichen Bedarfs. Einleger griffen daher auf ihre Notgroschen zurück. Der Zufluss von Einlagen begüterter Kreise stockte hingegen, weil ihnen lukrativere Anlagechancen in Handels- oder Industrieobligationen geboten waren. Auch wegen erwarteter Staatsanleihen zur Eisenbahnfinanzierung wurde von den vermögenderen Bürgern auf höhere Zinserträge als jene bei der Sparkasse spekuliert.
Durch eine Bekanntmachung vom 19. Januar 1868 wurde der Kundschaft die Umstellung des Rechnungsjahres auf das Kalenderjahr nach der Periode 1867/68 von der Sparkasse mitgeteilt.
Die Mobilmachung für den Krieg im Jahr 1866 in österreichischer Allianz gegen Preußen und der Deutsch-Französische Krieg in den Jahren 1870/71 führte zu vermehrten Einlagenrückzahlungen bei der Sparkasse.
In der zweiten Hälfte des 19. Jahrhunderts wurden einengende Bestimmungen in den Statuten der Sparkasse nach und nach gelockert. König Ludwig II. genehmigte am 19. Mai 1874 landesweit gültige „Grundbestimmungen über die Sparkassen von Gemeinden und Distrikten“, welche tags darauf veröffentlicht wurden. Nach dem Dekret entfielen bisherige Beschränkungen auf einen bestimmten Einlegerkreis bei Sparkassen. Vermögen und Verwaltung der Sparkasse war von jenem der Gemeinde strikt zu trennen. Gelder der Sparkasse konnten nunmehr in Schuldverschreibungen, Hypothekendarlehen an erster Rangstelle, Kommunaldarlehen und auch Privatschuldscheindarlehen mit Bürgschaft fließen. Einen „Reservefonds“ von 10 % der Gesamteinlagen musste jede Sparkasse aus ihren erwirtschafteten Gewinnen allmählich ansammeln.
In der Satzung vom 1. Januar 1877 wurde die Reichswährung „Mark“ erstmals genannt. Die Mindesteinlage wurde auf 1 Mark festgelegt, die Höchsteinlage im Genehmigungsverfahren von der Aufsichtsbehörde auf 3.000 Mark aufgestockt.
Im Jahr 1895 wurde die Bindung der Spareinlagenzinsen an den landesüblichen Zinsfuß aufgegeben. Die Öffnungszeiten der Sparkasse wurden auf 6 Stunden an Werktagen erweitert. An Sonn- und Feiertagen waren Einzahlungen von 10:00 Uhr bis 11:30 Uhr möglich. Zum Zwecke des Zinsnachtrags mussten die Sparkassenbücher nun nicht mehr abgeliefert werden.

### 20. Jahrhundert bis Ende des Zweiten Weltkrieges
Ab 1900 war mit BGB-Einführung der Sparkassenverwaltung die Kraftloserklärung abhandengekommener Sparbücher erlaubt. Das Scheckgesetz vom 11. März 1908 brachte auch der Städtischen Sparkasse Augsburg die passive Scheckfähigkeit.
Auf der Basis neuer „Grundbestimmungen“ der Staatsregierung vom 1. Juni 1911 durfte die Sparkasse ab 1912 am bargeldlosen Zahlungsverkehr und am Überweisungs- und Postscheckverkehr teilnehmen. Zur Sparkassenfiliale in Lechhausen (siehe unten) kam eine zweite Zweigstelle in der Wertachvorstadt hinzu, die auch die Kunden aus dem am 2. März 1914 nach Augsburg eingemeindeten Ort Oberhausen mitbetreute.
Die Städtische Sparkasse Augsburg war am 31. Oktober 1907 Gründungsmitglied des „Sparkassen-Verbandes für den Regierungsbezirk Schwaben und Neuburg“. Am 28. März 1908 war sie an der Gründung des Bayerischen Sparkassen- und Giroverbandes beteiligt.
Zur Forcierung des Kriegsanleihenverkaufs wurde den bayerischen Sparkassen von der Regierung am 14. Mai 1915 das Depotgeschäft gestattet. 1919 nahm das Institut die ersten Wechselankäufe vor. Ab 1922 gewährte die Sparkasse ihren Kunden auch Kontokorrentkredite.
Am 5. Januar 1923 beschloss der Augsburger Magistrat, der Sparkasse die nicht mehr genutzte städtische Zentralturnhalle an der Halderstraße zu überlassen. Dort sollten nach einem Umbau die von der Sparkasse lange herbeigesehnten größeren Geschäftsräumlichkeiten entstehen. Am 2. November 1923 wurde die Geschäftstätigkeit dort aufgenommen. Die Baukostenabrechnung vom 19. September 1924 ergab, Umbaukosten und Anschaffung von Einrichtungsgegenständen zusammengenommen, Gestehungskosten von 10.837.461.268.767.789 (also mehr als 10,8 Billiarden) Mark. Es war die Zeit galoppierender Inflation. Die Einführung der Rentenmark bedingte eine Anpassung der Sparkassensatzung. Die Fassung vom 27. Januar 1926 gestattete nun auch den Geschäftsverkehr mit Banken.
Eine Notverordnung des Reichspräsidenten vom 6. Oktober 1931 schuf für die Sparkassen in Deutschland neue Rahmenbedingungen, welche die Länderregierungen detaillierter auszufüllen hatten. Am 21. Dezember 1933 wurden das Bayerische Sparkassengesetz und die Bayerische Sparkassenordnung erlassen. Die Sparkasse erhielt dadurch den Status einer gemeinnützigen, rechtsfähigen Anstalt des öffentlichen Rechts, für deren Verbindlichkeiten die Stadt Augsburg bei Zahlungsunfähigkeit der Anstalt weiterhin unbeschränkt haftete. 1939 wurden als neue Geschäftszweige das Inkassogeschäft, die Stellung von Akkreditiven und Durchlaufende Kredite zugelassen. Die Rediskontierung ausländischer Wechsel bei der Reichsbank wurde ermöglicht.
Am 1. Januar 1945 waren bei der Stadtsparkasse 292 Personen beschäftigt. 101 Personen davon standen im Dienste der Wehrmacht.

### Nachkriegszeit bis heute

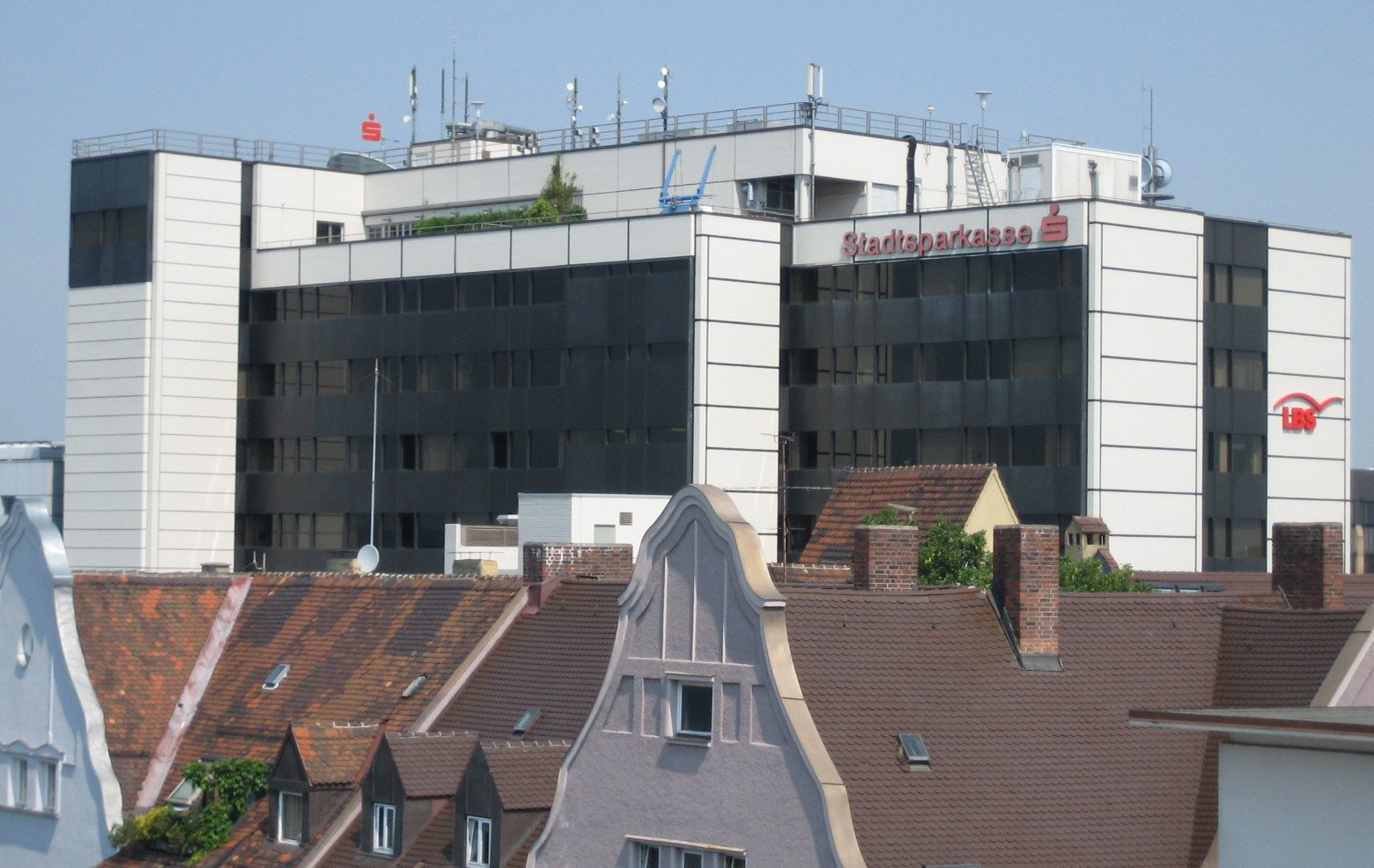
Hauptstellengebäude der Stadtsparkasse

Als erstes bayerisches Kreditinstitut eröffnete die Sparkasse am 30. April 1958 einen Autoschalter neben ihrer Hauptstelle. Der Aufschwung im bargeldlosen Massenzahlungsverkehr in den 1960er Jahren bedingte einen im Jahr 1967 fertiggestellten Umbau und Erweiterungsbau. Die damals eingerichtete Schalterhalle war die größte und eine der modernsten aller Sparkassen im Bundesgebiet.
Sparkassendirektor Julius Heil verfocht zu Beginn der 1950er Jahre vehement seine Idee des PS-Lossparens (Prämienlossparen). Das System fand Anklang bei den Sparkassen im Bundesgebiet. In Bayern wurde die Durchführung am 26. Februar 1952 genehmigt, nachdem andere Bundesländer Vorreiter waren. Das heute „PS-Sparen und Gewinnen“ genannte Produkt wird heute von etwa 9 % der Bevölkerung regelmäßig gespielt. Der Barmarkenverkauf ist inzwischen weitgehend von einer Ansparvariante per Dauerauftrag abgelöst worden.
Als erste bayerische Sparkasse emittierte die Stadtsparkasse Augsburg im Jahr 1971 Sparkassenobligationen als Orderschuldverschreibungen. 1989 wurden Inhaberschuldverschreibungen im Geregelten Markt der Bayerischen Börse in München als erster bayerischer Sparkasse notiert. Die Ausgabe dieser Papiere war den Sparkassen im Freistaat ab 1986 möglich.
Bis zum 31. Dezember 2009 unterhielt die Sparkasse eigene Reisebüros in Friedberg und Mering.
Digitale Dienstleistungen erlebbar machen will die „Impulswerkstatt“, die 2019 in der Sparkassenhauptstelle in Augsburg eröffnet wurde. In mehreren Stationen wird exemplarisch gezeigt, wie die Digitalisierung den Alltag vereinfachen kann, so z. B. in der Straßenbahn oder bei der Mittagspause. Neben dem Bezahlen mit dem Smartphone, der Ausführung einer Fotoüberweisung und der Abfrage von Kontoumsätzen mittels Sprachsteuerung können Besuchergruppen auch computergenerierte Wirklichkeiten per VR-Brille erkunden. Das kostenlose Angebot richtet sich an Schulklassen, Vereine und sonstige interessierte Organisationen.

### Institutszuwächse

#### Göggingen
In Göggingen (seit 1972 ein Stadtteil von Augsburg) nahm am 1. Mai 1860 die „Distrikts-Sparkassa-Anstalt des Königlichen Landgerichtsbezirks Göggingen“ ihren Geschäftsbetrieb auf. Auch bei ihr konnten Minderjährige, Dienstboten, Lehrlinge, Handwerksgesellen und Fabrikarbeiter, Taglöhner und Auswärtige aus diesem Einlegerkreis ihr Sparkapital anlegen. Die Verwaltung der Anstalt war unter Kuratel des königlichen Landgerichts gestellt. Kurz nach Gründung der Sparkasse wurde am 10. November 1861 im bayerischen Gesetz zur Gerichtsverfassung die Trennung der Justiz von den neu geschaffenen Bezirksämtern verfügt.
Am 25. Februar 1863 teilte das Bezirksamt Augsburg mit, dass sein Distriktsrat beschlossen habe, die Gögginger Sparkasse aufzuheben und sie mit der Augsburger Stadtsparkasse zu vereinen. Schon drei Tage später gab der Augsburger Magistrat diesem Plan sein Plazet. Die Fusion der Sparkassen wurde zum 1. Juni 1863 vollzogen. Gründe waren unter anderem mangelnder Erfolg der Distriktssparkasse und die Beobachtung, dass viele Landbewohner ihr Geld lieber zum städtischen Institut trugen.
Am 21. September 1924 genehmigte das Bezirksamt Augsburg der Stadtsparkasse Augsburg die Errichtung einer Filiale im Nachbarort Göggingen. Diese wurde am 31. März 1931 von der neu gegründeten „Bezirkssparkasse Augsburg“, also der späteren Kreissparkasse Augsburg übernommen. Ursache war die Einhaltung des Regionalprinzips, das Sparkassen an das Gebiet ihres Gewährträgers band. Göggingen gehörte damals noch nicht zum Augsburger Stadtgebiet.

#### Lechhausen
Die vor den Toren Augsburgs liegende Ortschaft Lechhausen war zum größten Dorf in Bayern herangereift. Am 1. Januar 1900 wurde die Landgemeinde deshalb zur Stadt erhoben. Da man in Lechhausen der Meinung war, dass eine Stadt auch eine eigene Sparkasse haben sollte, beantragte der Magistrat der Stadt Lechhausen die Errichtung einer solchen Geldanstalt. Das zuständige Bezirksamt Friedberg/Bayern gab dem Antrag statt. Am 1. August 1900 nahm das frisch gegründete Institut seine Geschäftstätigkeit auf.
Die zunehmende Industrialisierung in Augsburg führte dazu, dass sich Bewohner umliegender Ortschaften mehr und mehr als Fabrikarbeiter verdingten. Lechhausen geriet so zu einer Schlafstadt mit nur geringem Steueraufkommen, was die junge Stadt rasch in eine Zwangslage zwischen unabweisbaren Ausgaben und fehlenden Einnahmen brachte. Der Magistrat stellte daher nach wenigen Jahren einen Antrag auf Eingemeindung nach Augsburg. Am 1. Januar 1913 wurde sie vollzogen.
Mit der Eingemeindung wurde die „Städtische Sparkasse Lechhausen“ zur ersten Zweigstelle der Stadtsparkasse Augsburg. 651 Einleger mit rund 306.000 Mark Guthaben wurden nun Kunden der Stadtsparkasse Augsburg.

#### Augsburger Viehmarktbank
Am 1. April 1941 wurde die „Augsburger Handels- und Gewerbebank (Viehmarktbank) AG“ von der Stadtsparkasse übernommen. Die am 22. Oktober 1913 ins Handelsregister eingetragene Genossenschaft hatte am 1. Januar 1914 die Bankgeschäfte aufgenommen und sich ursprünglich vorrangig auf die Bankdienstleistungen für Viehhändler und Metzger am Augsburger Schlacht- und Viehhof konzentriert. Nach der Umwandlung in eine Aktiengesellschaft im Jahr 1924 war sie zur Universalbank geworden. Als solche machte sie der auf Wunsch des Stadtrats im Schlacht- und Viehhof eingerichteten Sparkassenzweigstelle Konkurrenz.
Als im Jahr 1939 Fusionsgespräche mit der Viehmarktbank scheiterten, reagierten die Sparkassenorgane. Die Sparkasse kaufte Aktien der Bank auf und stellte, durch einen 75 %-Anteil am Aktienkapital abgesichert, 1940 einen Übernahmeantrag. Er wurde vom Reichsaufsichtsamt für das Kreditwesen gebilligt und danach die Fusion vollzogen. Das Gebäude der Viehmarktbank wurde im Zweiten Weltkrieg durch einen Bombentreffer vollständig zerstört.

#### Stadtsparkasse Friedberg/Bayern
In Friedberg lassen sich die Verhandlungen zur Gründung einer Sparkasse bis 1858 zurückverfolgen, ernsthafte Vorbereitungen begannen aber erst 1863. Am 30. September 1865 genehmigte das königliche Handelsministerium in München die Errichtung einer eigenen Sparkasse in Friedberg. Erster Geschäftstag war am Sonntag, den 5. November 1865.
Ab 1906 hielt die Friedberger Sparkasse auch „Amtstage“ in Mering ab. 1934 wurde in Mering die erste Zweigstelle eröffnet. 1943 verlegte die Sparkasse ihren Sitz vom Friedberger Rathaus in ein neu errichtetes Gebäude neben der Stadtpfarrkirche Sankt Jakob. 1982 konnte ein neues Hauptstellengebäude in der Herrgottsruhstraße 6 bezogen werden. 1995 wurde der Platz vor der Sparkasse umbenannt, die Anschrift lautet seitdem Sparkassenplatz 1.
Am 1. Januar 1999 vereinigten sich die Stadtsparkassen Augsburg und Friedberg zur Stadtsparkasse Augsburg. Anlass für die Fusion waren Wertberichtigungen im Kreditgeschäft, welche das haftende Eigenkapital der Sparkasse Friedberg aufgebraucht hatten. Träger der Sparkasse ist seitdem der „Zweckverband Stadtsparkasse Augsburg-Friedberg“, dem die Städte Augsburg und Friedberg angehören.
Nach der Fusion hatte sich der Platzbedarf der Sparkasse verringert. Gleichzeitig stieg die Nachfrage nach Räumen für Arztpraxen in unmittelbarer Nähe zum Krankenhaus. Ab 2012 wurde das ehemalige Sparkassengebäude nach neuesten energetischen Erkenntnissen renoviert und an die geänderten Anforderungen angepasst. Neben der 2014 wiedereröffneten Sparkassen-Geschäftsstelle findet man im „Finanz- und Gesundheitszentrum“ Arztpraxen, Physiotherapie, eine Pflegeeinrichtung, eine Krankenkasse sowie die Stadtwerke Friedberg.
Technische Fortschritte bei der Sparkasse im Überblick:
| Jahr | Arbeitstechnik/Geschäftsfeld/Arbeitserleichterung durch                                                                                     |
| ---- | --- |
| 1822 | Manuelle Einträge in Büchern |
| 1885 | Einführung von Sparmarken |
| 1906 | Einführung loser Konten anstelle gebundener Hauptbücher                                                                                     |
| 1910 | Anschaffung einer elektrischen „Burroughs“-Additionsmaschine                                                                                |
| 1911 | Gegenbuchführung und Gegenzeichnung bei der Hauptkasse                                                                                      |
| 1914 | Ausgabe und Entleerung von Heimspardosen |
| 1914 | Aufstellung von Sparmarkenautomaten in vier Schulen                                                                                         |
| 1923 | In der Hauptstelle: Rechen- und Schreibmaschinen, Vervielfältigungsapparate                                                                 |
| 1926 | Einführung der kaufmännischen Buchhaltung                                                                                                   |
| 1929 | Umstellung der Spareinlagenbuchhaltung auf Saldiermaschinen                                                                                 |
| 1934 | Das Sparabholverfahren wird praktiziert |
| 1936 | Scheck- und Kontokorrentverkehr im Zweigangsystem mit Buchungsmaschinen der Firma National (heute NCR) als erster bayerischer Großsparkasse |
| 1938 | Buchungsabwicklung über ein Hollerith-Lochkartensystem                                                                                      |
| 1955 | Archivierung von Beleggut auf Mikrofilm |
| 1957 | IBM-Lochkartensystem wird um Tabelliermaschine ergänzt                                                                                      |
| 1957 | Einführung von Schalterquittungsmaschinen                                                                                                   |
| 1959 | Schecksortier- und Abrechnungsmaschine in der Scheckbearbeitung                                                                             |
| 1964 | Beginn der elektronischen Datenverarbeitung mit IBM-Modell 1401                                                                             |
| 1967 | Ergänzung um IBM-System 360/30 |
| 1970 | Einführung des Online-Buchungsverkehrs zwischen Zentrale und Filialen                                                                       |
| 1974 | Immobilienvermittlung als Geschäftsstelle der Landes-Immobilien-Gesellschaft                                                                |
| 1977 | Beitritt zum SWIFT-System im Auslandszahlungsverkehr                                                                                        |
| 1979 | Erster Geldautomat der Sparkasse geht bei Firma NCR in Betrieb                                                                              |
| 1981 | Kontoauszugsdrucker für Kunden und 20 Geldautomaten im Stadtgebiet                                                                          |
| 1984 | PCs halten Einzug in Hauptstellenabteilungen                                                                                                |
| 1987 | Einsatz eines Belegsortierlesers im Zahlungsverkehr                                                                                         |
| 1995 | Am 1. Oktober Anschluss an das Verbandsrechenzentrum IZB SOFT der bayerischen Sparkassen                                                    |
| 2007 | Anschluss an das Rechenzentrum Münster der Sparkassen Informatik                                                                            |

## Sparkassen-Finanzgruppe
Die Stadtsparkasse Augsburg ist Teil der Sparkassen-Finanzgruppe und gehört damit auch ihrem Haftungsverbund an. Er sichert den Bestand der Institute und sorgt dafür, dass sie auch im Fall der Insolvenz einzelner Sparkassen alle Verbindlichkeiten erfüllen können. Die Sparkasse vermittelt Bausparverträge der regionalen Landesbausparkasse, offene Investmentfonds der Deka und Versicherungen der Versicherungskammer Bayern. Im Bereich des Leasing arbeitet die Stadtsparkasse Augsburg mit der  Deutschen Leasing zusammen. Die Funktion der Sparkassenzentralbank nimmt die BayernLB wahr.